# スズダル中佐の犯罪と栄光
『スズダル中佐の犯罪と栄光』（スズダルちゅうさのはんざいとえいこう、英：The Crime and the Glory of Commander Suzdal）はコードウェイナー・スミスによる短編小説。「人類補完機構シリーズ」の一つ。初出はアメージング・ストーリーズ1964年5月号。英語ではThe Rediscovery of Man (ISBN 0-915368-56-0)、日本語では伊藤典夫訳で『S-Fマガジン』1976年2月号に「スズダル艦長の罪と栄光」として掲載され、その後『鼠と竜のゲーム』（ISBN 978-4150104719）に収録された。

## あらすじ
人類補完機構のスズダル中佐は銀河系の果て探検の使命を帯びて亀人（冷凍睡眠についた主人の代わりに何世代にも亘り船を管理する下級民、非常にゆっくりと歳を取る）たちと共に貝殻船で送り出された。
それから1万年余りの時が流れ、彼は惑星アラコシア（Arachosia）から流れ着いたカプセルを発見する。カプセルには災厄に襲われた殖民者たちの悲劇がすばらしい女の声で記録されていた。スズダルはアラコシアへ進路をとった。
到着したアラコシアでスズダルは恐ろしい真実を知る。
カプセルの伝えた真実は最初の20年だけであった。声は女のものですらなかった。アラコシアの人々は恐ろしくも悲しい怪物だったのだ。真実は次の通りであった。
殖民から20年と3ヶ月と4日目、アラコシアの女性全てに同時に癌が発症した。人間だけでなく雌の鳥、獣、魚も同様で、下等で雌雄の分極が明確でない昆虫や植物だけが繁栄した。雌性そのものがこの星では発癌性だったのである。治療は不可能であった。だが女医のアスタルテ・クラウスにより、生存している女たちは一人残らず性転換を受け、死の運命からは救われた。生き残った女は胸も平たく筋骨隆々でたくましく喧嘩っ早く死に物狂いなおんな男となり、通常の生殖で子孫を残すことはできなくなった。クラウス博士は男とおんな男たちの指導者となり、腹部に男性の組織の一部を外科的に移植して男が男の赤ん坊を産む生殖法を遺した。世代を重ね、アラコシア人は奇妙で暴力的な風習を発達させ、気づかぬうちに怪物と成り果てていた。男であり女である彼らは自らを「クロプト」（klopts）と呼んだ。彼らはかつて自分たちを捨てた地球を憎悪し、復讐を企てていた。
軌道上で目覚めたスズダルは、船がアラコシア人たちにより捕獲された事に気づく。恐ろしい髭面の同性愛者たちが迫る中、スズダルはある決断をとった。8つがいの猫に指令コードを打ち込み、アラコシアの2つの月のうち居住可能な大きな方へクロノパシー装置を使って200万年時を遡らせて送ったのである。人に奉仕するように刷り込まれた猫の子孫は200万年を経て進化、文明化し、＜猫の国＞を作り上げていた。200万年を経て、瞬時に出現した猫の艦隊の援護によってスズダルは難を逃れた。
スズダルは助言や援軍を待たずにアラコシア人を捜索し、クロノパシー装置を不法使用して猫族を創造した咎で裁判にかけられ、惑星シェイヨル行きが決定された。彼は名前、階級だけでなく死までもが剥奪され、生き続けるのだ。